# Martin Friedrich Pitiscus
Martin Friedrich Pitiscus (* 25. September 1722 in Hamburg; † 12. November 1794 ebenda) war ein deutscher Orientalist und Bibliothekar.

## Leben
Pitiscus war der Sohn des Hamburger Weinhändlers Johann Daniel Petiscus (* 1665; † 1728) und dessen zweiter Ehefrau Lucia Metta Clausen (* 5. September 1686).
Er verbrachte aber den Großteil seiner Jugend bei einem Verwandten, dem Domprediger Claassen in Schleswig. 1740 kehrte er nach Hamburg zurück und studierte dort am Akademischen Gymnasium, danach besuchte er seit 1745 die Universität Jena um Theologie zu studieren. Nach Hamburg zurückgekehrt wurde er Kandidat des geistlichen Ministeriums, d. h. Anwärter auf eine Pastorenstelle. Er wurde 1756 Katechet am „Werk- und Armenhaus“.
1768 wurde er als Nachfolger von Hermann Samuel Reimarus zum Professor für Orientalische Sprachen an das Akademische Gymnasium berufen. Zugleich wurde er zweiter Bibliothekar der Stadtbibliothek, heute Staats- und Universitätsbibliothek Hamburg, und 1784 zum ersten Bibliothekar befördert. Pitiscus katalogisierte zusammen mit dem zweiten Bibliothekar Paul Dietrich Giseke (1741–1796) den Buchbestand im Realkatalog. Als diese Arbeit 1788 abgeschlossen war, schätzte Pitiscus den von ihm bearbeiteten Anteil auf 60.000 Bände. Anschließend bearbeitete er bis zu seinem Tode auch den Handschriftenbestand der Bibliothek. Dieser Katalog ist, fortgeschrieben, bis heute im Einsatz.
1762 verfasste Pitiscus den Text zu Georg Philipp Telemanns Passionsmusik Die Geschichte der Versöhnung des sündigen Menschen durch das Blut Jesu Christi TVWV 5:47.
Pitiscus heiratete am 26. September 1769 in Hamburg Maria Johanna Luttmann (* 14. März 1745; † 17. April 1809).

## Werke
- Versuch von der Religion der Stammeltern des menschlichen Geschlechts. Piscator, Hamburg 1768; staatsbibliothek-berlin.de.
- Ueber den Canon der Bücher des Alten Testaments. Herold, Hamburg 1776; urn:nbn:de:bsz:14-db-id4204026328.
- Zur Beurteilung der von Herrn Hofrath Leßing herausgegebenen Fragmente eines Ungenannten von Duldung der Deisten. Harmsen, Hamburg 1779; urn:nbn:de:bsz:14-db-id3685178371.
- Handschriftliches Gesamt-Verzeichnis der Handschriften der Stadtbibliothek Hamburg. Hamburg 1794.